# Cmentarz Řepski
Cmentarz Řepski (czes. Řepský hřbitov) – cmentarz położony w stolicy Czech w dzielnicy Praga 6 (Řepy) przy ulicy Žalanského.

## Historia
Cmentarz powstał w 1837 po zamknięciu dla pochówków cmentarza przy kościele świętego Marcina w Řepach. Nekropolia była dwukrotnie powiększana na wschód, w 1928 i 1957. Najstarsza część jest otoczona kamiennym murem z margla, nowe otacza mur z cegieł. Ogółem Cmentarz Řepski składa się z czterech części, każda z nich posiada oddzielne wejście. 

### Cmentarz Główny
W najstarszej i największej części cmentarza znajduje się kostnica, a na przecięciu dwóch głównych alej stoi krzyż. Do największych grobowców należy ozdobiony rzeźbą Jenki Studničkovéj pomnik właściciela fabryki JASO. Znajdują się tu również groby poległych podczas II wojny światowej, w tym żołnierze tzw. Własowcy razem z dowódcą. 

### Cmentarz Urnowy
Zajmuje południowo-zachodnią część nekropolii, oprócz kwater z urnowymi grobami ziemnymi powiada katakumby i kolumbarium. Jest to miejsce spoczynku mieszkańców dzielnicy Řepy i Zličína, cmentarz urnowy jest zapełniony tylko częściowo.

### Cmentarz Zakonny
Powstał w 1884 i jestem miejscem spoczynku sióstr zakonnych ze zgromadzenia św. Karola Boromeusza, znajduje się tam ponad dwieście grobów i kaplica. Pierwszy pogrzeb odbył się w 1886, pochowano wówczas siostrę Celsę Schröpfer. Spoczywają tu również siostry zakonne i kapłani, których ciała zostały ekshumowane z Cmentarza Małostrańskiego w Košířem. Do 2006 pochowano tu 1036 sióstr zakonnych i 5 kapłanów. Cmentarz ten jest długi i wąski, zajmuje obszar pomiędzy Cmentarzem Głównym i Urnowym. Po powrocie sióstr do klasztoru w Řepach cmentarz został odnowiony, a także wznowiono na nim pochówki. 

### Cmentarz Więzienny
Został założony w 1865, równocześnie w powstaniem więzienia kobiecego w Řepach. Do 1948 dokonywano tu pochówków tradycyjnych, po tym roku głównie urnowych. W południowo-wschodniej części cmentarza w 1879 pochowano Václava Babinskiego, jednego z najbardziej znanych czeskich przestępców.